# Park Chu-young
Park Chu-young ((박주영?, 朴主永?); Daegu, 10 luglio 1985) è un ex calciatore sudcoreano, di ruolo attaccante.

## Caratteristiche tecniche
È un attaccante che può essere impiegato in vari ruoli offensivi, in particolare quello di punta centrale, altre volte anche come ala destra e ala sinistra. Nelle azioni da gol vengono esaltate in particolare le sue abilità quali il posizionamento, la velocità di corsa e la sua capacità di tirare di prima intenzione, dispone di un'ottima potenza di tiro, talvolta è capace di trovare il gol calciando anche da fuori area. Chu-young dimostra affidabilità anche nei calci piazzati, quali i rigori e le punizioni.

## Carriera

### Club

#### Seoul
Fa il suo esordio calcistico nel il 13 marzo 2005 militando nel Seoul nella partita persa per 2-1 contro il Seongnam Football Club, il 24 aprile dello stesso anno, segna per la prima volta una doppietta sconfiggendo per 4-3 il Daejeon Citizen. Nella sua prima stagione K League riesce a segnare una tripletta, prima perdendo per 5-3 contro il Sangju Sangmu e poi battendo per 4-1 il Pohang Steelers. Nel 2006 vince la Coppa di Lega sudcoreana, durante la competizione segna il gol del 1-0 battendo l'Incheon Utd. Rimane a giocare con il Seoul fino al 2018 segnando la sua ultima rete con il gol del 1-0 sconfiggendo il Gwangju Sangmu.

#### Monaco
Chu-young viene acquistato dal Monaco il 1º settembre 2008. Il 13 settembre successivo segna al debutto, contro il Lorient, dopo 26' di gioco battendo per 2-0 il Lorient, riesce a segnare un'altra rete sconfiggendo per 3-2 il Le Havre, con i suoi gol la squadra batte il Nancy e il Le Mans vincendo per 1-0 entrambi i match. Nella stagione successiva segna otto gol in campionato, con la sua rete la squadra bette per 1-0 il Rennes, riesce a fare un gol sconfiggendo per 2-0 il Paris Saint-Germain, è autore di un gol battendo per 2-1 l'Olympique Marsiglia, un'altra rete la segna vincendo contro il Boulogne per 3-1, riesce inoltre a fare una doppietta al Nice vincendo per 3-2. Nella sua ultima stagione nel campionato segna 12 reti, con il suo gol la squadra batte per 2-1 il Sochaux, segna la rete del 3-1 sconfiggendo il Lorient, è autore del gol del 2-0 ai danni dell'Arles inoltre la sua rete decreta la vittoria su 1-0 battendo il Lille, riesce a fare anche una doppietta sconfiggendo il Nancy per 4-0.

#### Arsenal e Celta Vigo
Il 30 agosto 2011 l'Arsenal ne acquista il cartellino, assegnandoli la maglia numero 9. Park Chu-young segna un gol con i Gunners al quarto round di Carling Cup, contro il Bolton Wanderers, in una partita vinta dall'Arsenal per 2-1. Gioca due partite in UEFA Champions League contro l'Olimpique Marsiglia nel pareggio esterno per 0-0 e nella vittoria per 3-0 contro il Milan scendendo in campo negli ultimi minuti del secondo tempo. Ha giocato anche nella squadra delle riserve, nella Reserve League, segna un gol battendo il Norwich City per 5-0 inoltre riesce a fare una rete sconfiggendo per 3-0 il West Bromwich. L'8 agosto 2012 si vede costretto a cambiare il suo numero di maglia a causa dell'arrivo di Lukas Podolski dal Colonia.
Il 31 agosto 2012 passa in prestito con diritto di riscatto al Celta Vigo.
Il 22 settembre successivo, segna il suo primo gol con la nuova maglia, nella vittoria casalinga per 2-1 contro il Getafe. Riesce a segnare una rete anche nella Coppa del Re battendo per 3-0 l'Almería Al termine della stagione non viene riscattato dal Celta Vigo, facendo ritorno all'Arsenal.

#### Watford e Al-Shabab
Nel gennaio 2014 si trasferisce al Watford con la formula del prestito. A fine stagione, tuttavia dopo solo due presenze con la maglia degli Hornets, il calciatore non viene riscattato, rimanendo così svincolato. Il 1º ottobre 2014 firma un contratto annuale con l'Al-Shabab, club militante in Saudi Professional League, gioca solo sette partite, nella prima contro l'Al-Hilal segna l'unico gol per la squadra, vincendo per 1-0.

#### Ritorno a Seoul
Nel marzo 2015 fa ritorno dopo quasi sette anni al Seoul. vince l'edizione 2016 della K League, segna 9 reti, riesce a fare dei gol contro l'Ulsan Hyundai, il Gwangju, l'Incheon Utd e il Sangju Sangmu vincendo tutte le partite con il risultato di 2-1, inoltre è autore della rete del 3-0 sconfiggendo il Suwon, riesce anche a trasformare un rigore battendo per 4-1 il Jeonnam Dragons. I suoi ultimi gol per la squadra li segna nella AFC Champions League, il primo battendo per 1-0 il Melbourne Victory, e gli altri perdendo entrambe le partite contro il Beijing Guoan e il Chiangrai United per 2-1.

#### Ulsan Hyundai e ritiro
Il 17 gennaio 2022 passa all'Ulsan Hyundai. Fa il proprio debutto con il club il 15 marzo seguente, in un successo contro il Port valido per i turni di qualificazione alla Champions League asiatica. Nella medesima competizione, il 21 aprile, timbra la sua prima marcatura, in una gara contro i cinesi del Guangzhou E.. Termina la sua prima annata con un totale di 11 presenze. Il 14 novembre 2024 annuncia il ritiro dalle attività agonistiche al termine della stagione, disputando la sua ultima gara il 23 dello stesso mese, segnando una delle quattro reti refilate al Suwon. Complessivamente, in tre annate colleziona 8 presenze e una sola marcatura, vincendo in due occasioni il campionato nazionale.

### Nazionale
Gioca nella nazionale giovanile prendendo parte alla Coppa d'Asia Under 19 nel 2004 riuscendo a vincerla quando Chu-young nella finale contro la Cina segna la doppietta del 2-0, prende parte poi al Mondiale Under-20 Paesi Bassi 2005 dove segna un solo gol battendo per 2-1 la Nigeria.
Con la nazionale Under-23 partecipa ai Giochi asiatici del 2010, il primo gol lo segna battendo per 3-0 la Palestina e con lo stesso risultato la Corea del Sud si impone contro la Cina agli ottavi di finale dove Chu-young segna un'altra rete, riesce a fare un altro gol nei quarti di finale battendo per 3-1 l'Uzbekistan, infine l'ultima rete la segna nella partita valevole per la medaglia di bronzo vinta per 4-3 contro l'Iran.
Partecipa con la nazionale olimpica ai Giochi di Londra dove la Corea del Sud conquista l'impresa storica vincendo la medaglia di bronzo, Chu-young segna un gol battendo per 2-1 la Svizzera, inoltre è autore di una rete sconfiggendo per 2-0 il Giappone.
Nel giugno del 2005 fa la sua prima apparizione con la maglia della nazionale sudcoreana in una partita valida per la qualificazione al Mondiale 2006 pareggiata per (1-1) contro l'Uzbekistan proprio grazie al gol di Chu-young. Nel 2006 ha giocato in varie partite amichevole, per merito dei suoi gol la squadra ha battuto per 1-0 sia l'Angola che la Finlandia.
Park con la nazionale maggiore ha giocato il Mondiale 2006, e il Mondiale 2010, dove segna prima un autogoal e poi una rete di punizione nel 2-2 finale contro la Nigeria che qualifica la Corea del Sud, agli ottavi di finale della rassegna iridata. In nove anni di militanza nella nazionale Sudcoreana colleziona 68 presenze segnando 24 reti, l'ultima nell'amichevole vinta per 2-0 contro la Grecia. Disputa con la nazionale asiatica anche il Mondiale 2014, mentre il 18 novembre dello stesso anno gioca la sua ultima partita con la nazionale in un'amichevole persa per 1-0 contro l'Iran.

## Palmarès

### Club

#### Competizioni nazionali
- Korean League Cup: 1

Seoul: 2006
- Coppa della Corea del Sud: 1

Seoul: 2015
- K League 1: 3

Seoul: 2016
Ulsan Hyundai: 2023, 2024

### Nazionale
- Coppa d'Asia Under-19

2004
- Coppa dell'Asia orientale: 1

2008
- Giochi asiatici: 1

2010
- Bronzo olimpico: 1

Londra 2012